# Fontána pro Zuzanu 3
Fontána pro Zuzanu 3 (ve slovenském originále Fontána pre Zuzanu 3) je slovenská filmová komedie z roku 1999. Režisérem filmu je Dušan Rapoš. Hlavní role ve filmu ztvárnili Eva Vejmělková, Alessandro Coari, Marián Labuda, Ibrahim Maiga a Mosa Kaiser. Jedná se o druhé pokračování filmu Fontána pro Zuzanu.

## Obsazení
| Eva Vejmělková   | Zuzana   |
| Alessandro Coari | Michael  |
| Marián Labuda    | Baba Leo |
| Ibrahim Maiga    | Ibi      |
| Mosa Kaiser      | Tioutiou |